# David Vávra
David Vávra (* 9. března 1957 Praha) je český architekt, herec a spisovatel. Společně s Milanem Šteindlerem v 70. letech 20. století v Praze spoluzakládal divadlo Sklep.

## Život a činnost

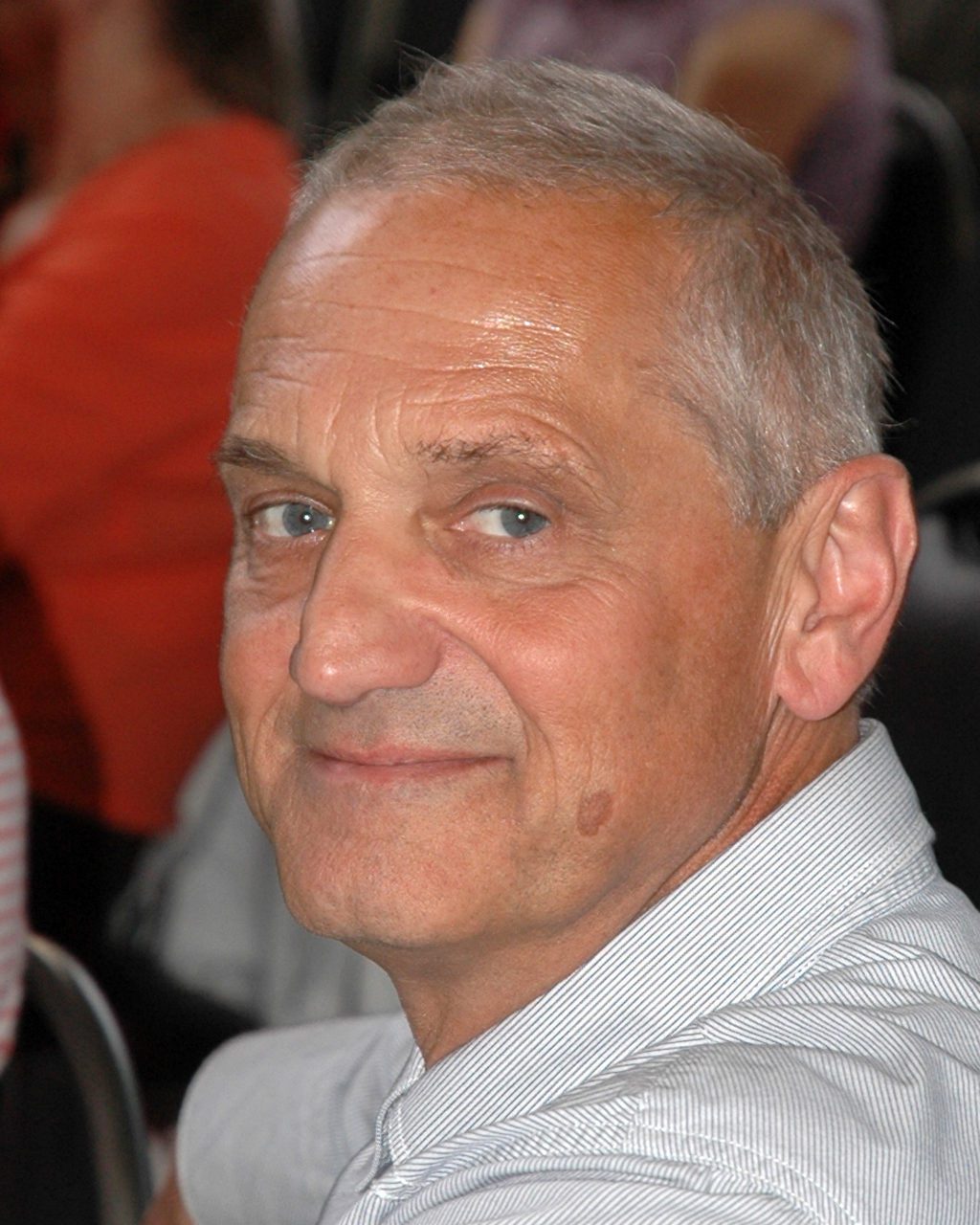
David Vávra (2013)

Pochází z Prahy-Braníku, kde vyrůstal a kde dodnes bydlí. K tomuto místu se vztahuje celý jeho život. Absolvoval stavební fakultu ČVUT a Akademii výtvarných umění v Praze. Jako architekt stejně jako jeho otec Zdeněk Vávra (* 1927 Opava, † 2000 Praha) působí především v Praze a okolí. Je znám též jako spoluautor a zasvěcený průvodce úspěšného televizního seriálu Šumná města. Působí též jako příležitostný básník, obzvláště při slavnostních příležitostech.

### Politická orientace
Měl blízko k monarchismu a v roce 1999 byl jedním ze signatářů monarchistického prohlášení Na prahu nového milénia spisovatele Petra Placáka. V roce 2013 podpořil též založení LES (Liberálně ekologické strany), kterou zakládal Martin Bursík. Naopak v rozhovoru z roku 2020 se proti označení za monarchistu ohradil a řekl, že je „typický sociální demokrat první republiky.“

## Architektonická činnost
Jako architekt se věnuje především obnovám budov, v menší míře i navrhování nových budov, a to budov pro bydlení.
Vítězný návrh nové budovy Národní knihovny od Jana Kaplického označil za vizionářskou stavbu s velkým potenciálem pro význam české architektury. Podle Davida Vávry je kvalitní architektura hodna být v kontextu se starší architekturou. Moderní (a dobré) může koexistovat se starým. V jeho dílech je v pozadí cítit inspiraci z období moderních proudů architektury ze začátku dvacátého století. Nenásilně a harmonicky působí například kubistické prvky osvětlení ve vstupním foyer Švandovo divadla a interiér baru kulturního domu Dobeška navržen v decentním retro-stylu. Roku 2023 je plánována brána v evangelickém sboru v Chrástu u Plzně.

### Realizovaná díla

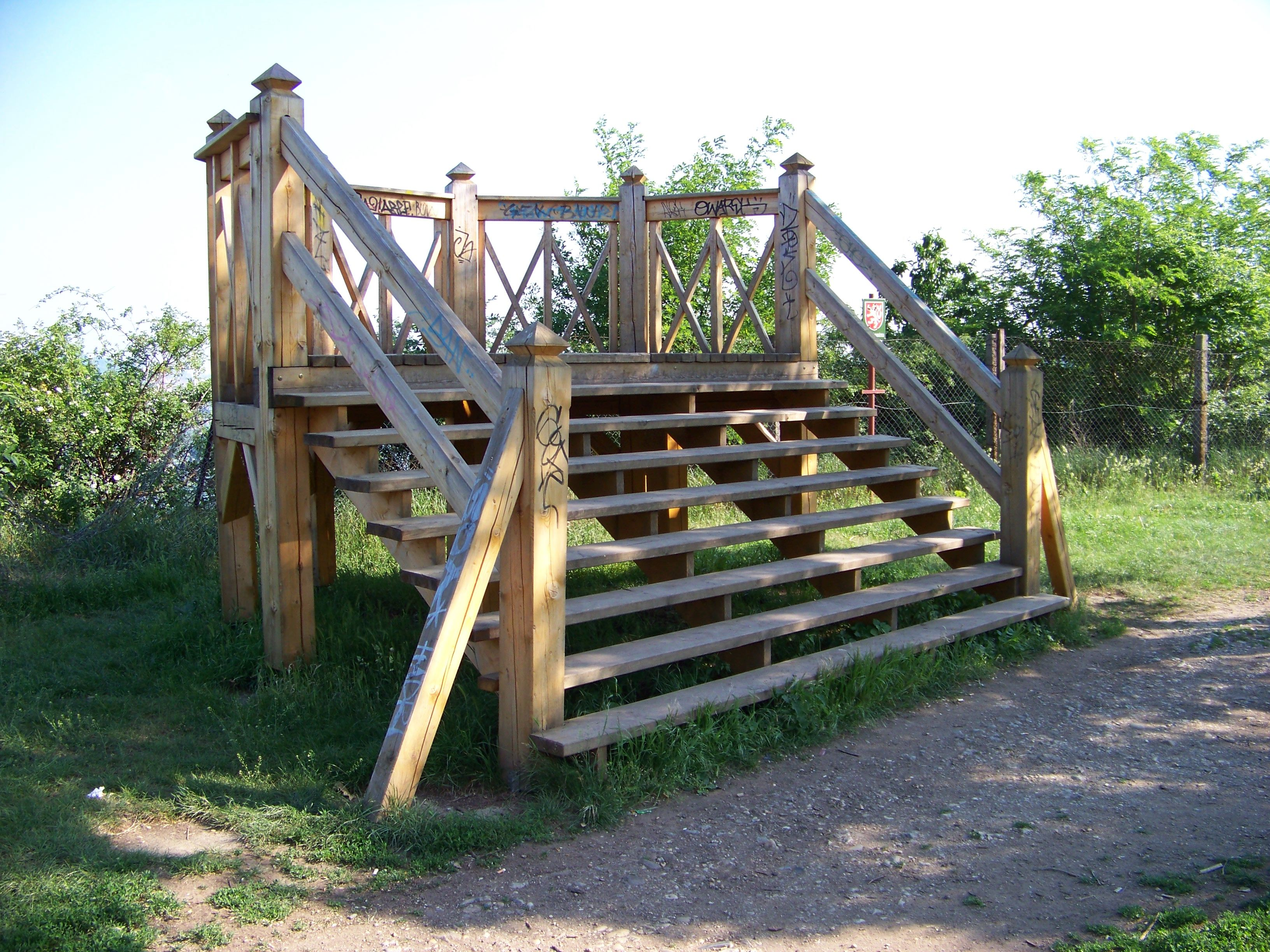
Dřevěná vyhlídková plošina na Branické skále

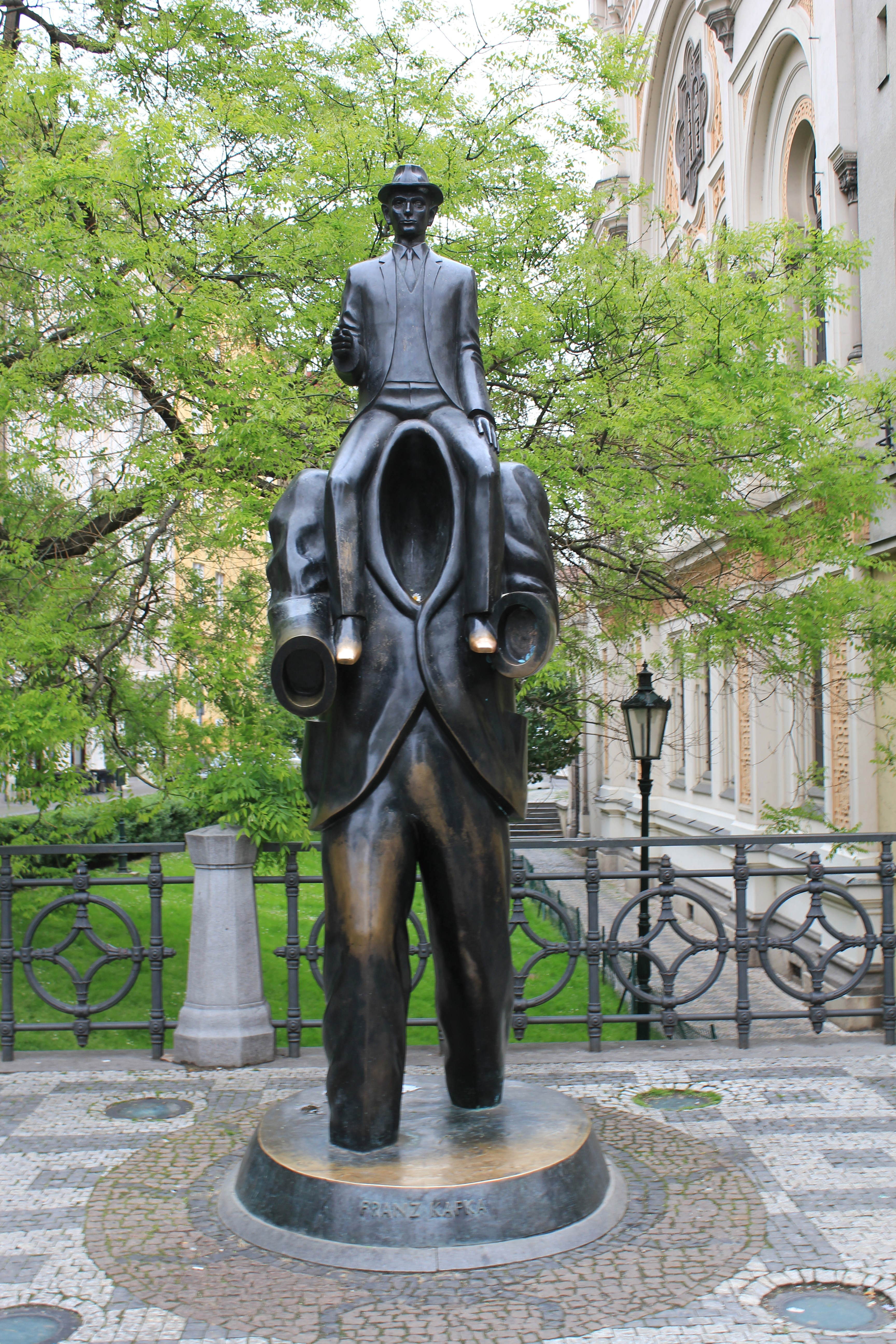
Socha Franz Kafka, jíž je Vávra spoluautorem

#### Budovy
- (Knihovna města Hradce Králové (rekonstrukce továrny Vertex, interiér)
- Kulturní dům Dobeška (rekonstrukce, interiér)
- Muzeum voskových figurín na Karlštejně
- Švandovo divadlo na Smíchově (rekonstrukce, interiér)
- Kino Drahomíra v Karlových Varech (rekonstrukce, interiér)
- Rekonstrukce sborového domu evangelické církve v Modřanech
- Rekonstrukce sborového domu církve evangelické v Braníku
- Městské divadlo Kladno (kompletní rekonstrukce budovy)
- Návrh kostela Božího milosrdenství v Třemošnici (doposud nerealizován)
- Apartmánový dům v Šebestově na Šumavě (rekonstrukce)
- Bytový komplex v Praze v Ďáblicích (rekonstrukce)

Interiéry
- Palác Akropolis (spolupráce s Františkem Skálou)
- Bar Práce, Praha
- Divadelní scéna, hřiště a dřevěná archa dětského koutku ZOO Praha
- Africké muzeum Dr. Emila Holuba, Holice
- Návrh malířské výzdoby divadelního sálu evangelického kostela v Nuslích

#### Jiné
- Pomník Franze Kafky v Praze (spolupráce s Jaroslavem Rónou)
- Dřevěná vyhlídková plošina na Branické skále
- Elektrická kytara Jolana Brussell, limitovaná edice na počest Ladislava Jana Kořána

## Výstavy
- 2017 Běžet s domy, David Vávra, Galerie Jaroslava Fragnera, Praha, 15. březen – 7. květen 2017[8], katalog[9]

## Spisy

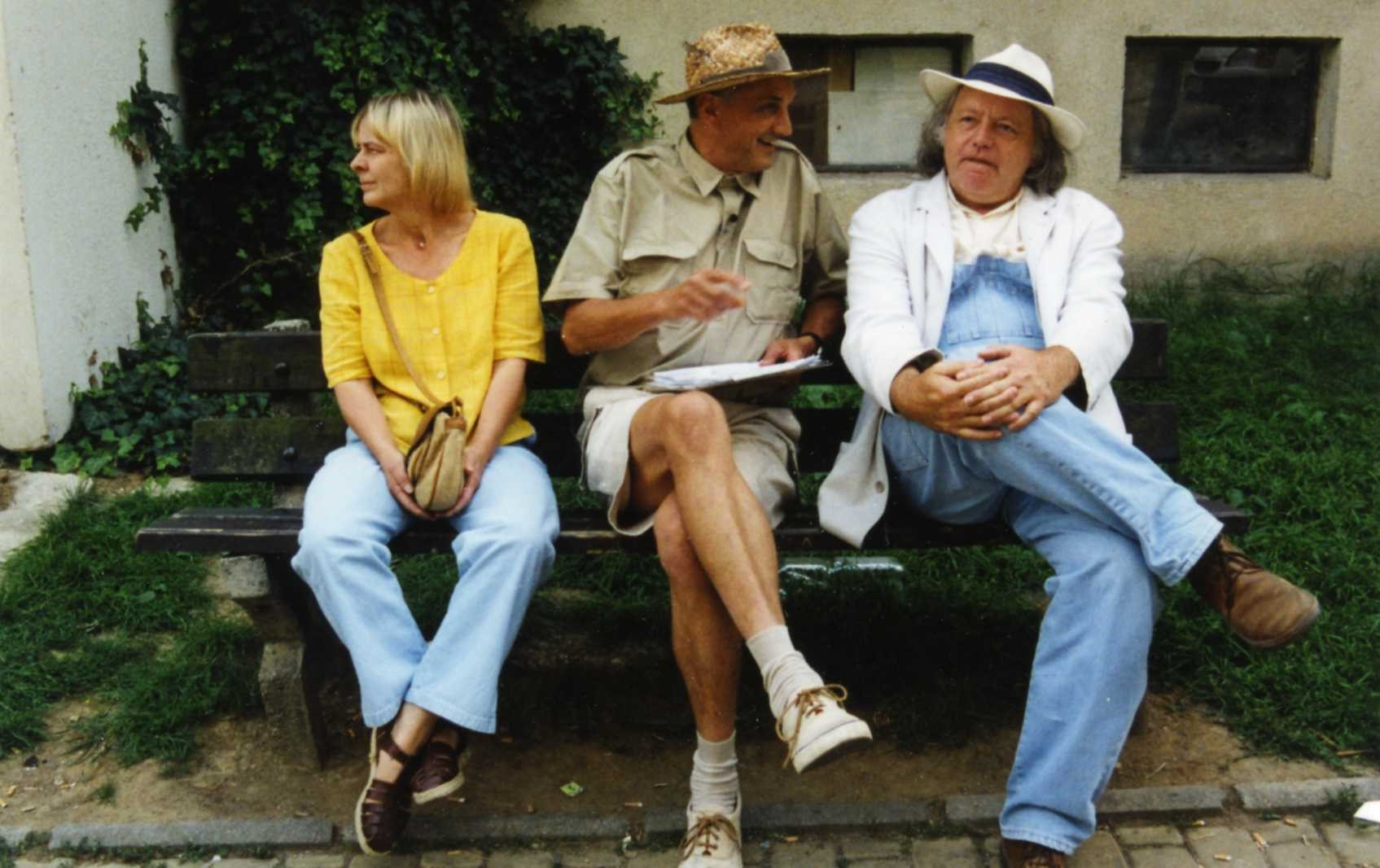
Arch. Vávra s arch. Línkem při natáčení Šumného Benešova

- VÁVRA, David. Běžet s domy. Praha: Grada, 2017. 157 s. ISBN 978-80-271-0467-3.

## Herectví
Založil vlastní alternativní divadlo Sklep. Jako herec účinkoval v desítkách filmů. V televizi ho proslavila role Egona v rámci jazykových kurzů Alles Gute satirického pořadu Česká soda. Oblibu si získal také jako průvodce v populárně-naučném televizním seriálu Šumná města o moderní české, moravské a slezské architektuře. Netradičním, spíše poetickým než odborným přístupem přibližuje divákům významná architektonická díla v městech České republiky. Na cyklus navázal pořad Šumné stopy, který se zaměřil na tvorbu českých architektů v zahraničí.
Podílel se i na scénografické architektonické tvorbě.

### Filmografie (výběr)
- 1988 – Pražská 5
- 1988 – Kopytem sem, kopytem tam
- 1990 – Kouř
- 1991 – Vyžilý Boudník
- 1996 – Kamenný most
- 1998 – Pasti, pasti, pastičky
- 2003 – Mazaný Filip
- 2014 – Vejška
- 2018 – Chata na prodej